# Ambassade de France en Uruguay
L'ambassade de France en Uruguay est la représentation diplomatique de la République française en Uruguay. Elle est située à Montevideo, la capitale du pays, et son ambassadeur est, depuis 2021, Jean-Paul Seytre.

## Ambassade
L'ambassade est située à l’angle de l’avenue Uruguay et de la rue Andes, dans ce qui fut à l’origine la maison du sénateur du Parti national, Felix Buxareo. Elle accueille aussi une section consulaire.

## Histoire
Ce bâtiment, conçu en 1884 par l’ingénieur italien Luis Andreoni (es) (alors très actif en Uruguay), se compose de deux étages, les dépendances secondaires sont situées au rez-de-chaussée, le premier étage étant réservé aux pièces principales. Il s’inscrit dans une tendance éclectique, avec de nombreux emprunts classiques, caractéristiques des courants de l’architecture dans le pays au XIXe siècle dont Andréoni représente un acteur important de la contribution italienne. Ainsi la maison Buxareo présente-t-elle un aspect propre aux palais de la renaissance Florentine. La décoration intérieure y est particulièrement soignée et bien conçue. On peut notamment y relever un bel escalier en marbre, des plafonds décorés et une verrière aux motifs de vitraux multicolores qui donnent un aspect imposant à l’étage principal.
Ce bâtiment constitue un bon exemple des choix qui prévalaient dans la conception architecturale de la fin du XIXe siècle à Montevideo. Tout en respectant les canons de l’époque sur les volumes et les proportions, l’architecte a souhaité donner au bâtiment une image particulière à travers la richesse des ornementations et le choix des matériaux.
À la mort de Felix Buxareo, l'immeuble est utilisé par l'archidiocèse de Montevideo : le premier étage est occupé par le premier archevêque de Montevideo, Mariano Soler (es) tandis que le rez-de-chaussée accueille les bureaux de la Curie. L'édifice est acquis par l'État français en 1922, qui y installe son ambassade.

## Ambassadeurs de France au Uruguay
| Date de prise de fonction | Ambassadeur                                     |
| ------------------------- | ----------------------------------------------- |
| 1er octobre 1846          | Antoine de Voize,                               |
| 12 mai 1856               | Pierre-Daniel Martin-Maillefer,                 |
| 22 août 1870              | Paulin-Jules Doazan,                            |
| 3 août 1873               | Adrien-Clément Laurent-Cochelet,                |
| 29 juin 1882              | Joseph-Anne-Amédée-François Ripert-Monclar (de) |
| 19 juillet 1883           | Joseph-Anne-Amédée-François Ripert-Monclar      |
| 31 décembre 1884          | Raoul Wagner,                                   |
| 8 décembre 1885           | Olivier Claude Augustin Poullain Saint-Foix     |
| 4 mai 1889                | Léon Bourcier Saint-Chaffray                    |
| 1921                      | Jean André Tinayre                              |
| 1940                      | Henri Hoppenot                                  |
| 13 décembre 1944          | Hervé Grandin de l'Éprevier                     |
| 19 août 1946              | Hervé Grandin de l'Éprevier,                    |
| 30 mars 1949              | Albert Ledoux                                   |
| 24 novembre 1952          | Édouard-Félix Guyon                             |
| 17 septembre 1957         | Gabriel Bonneau                                 |
| 10 novembre 1965          | Roger Barberot                                  |
| 9 octobre 1968            | Claude Michel                                   |
| 26 février 1971           | Jean Français                                   |
| 19 mars 1975              | Jean Ausseil                                    |
| 15 mars 1978              | André Le Guen                                   |
| 18 mars 1981              | Pierre Néraud Le Mouton de Boisdeffre           |
| 2 avril 1984              | Lennuyeux-Comnène                               |
| 24 mars 1989              | André Joseph Cira,.                             |
| 4 novembre 1992           | Pierre Charasse                                 |
| 9 septembre 1996          | Jean-François Nougarede                         |
| 11 février 1999           | Thierry Reynard                                 |
| 31 janvier 2003           | Laurent Rapin                                   |
| 20 mars 2006              | Jean-Claude Moyret                              |
| 31 octobre 2009           | Jean-Christophe Potton                          |
| 30 septembre 2013         | Sylvain Itté                                    |
| 26 juillet 2016           | Philippe Bastelica                              |
| 6 avril 2018              | Hugues Moret                                    |
| 26 août 2021              | Jean-Paul Seytre                                |

## Relations diplomatiques
Parmi les pays d’Amérique Latine, la France entretient avec l’Uruguay une relation très particulière qui remonte à l’époque de la création de l’État Uruguayen en 1825. Parmi les émigrants européens qui se sont installés dans ce pays tout au long du XIXe siècle, on compte une proportion très importante de Français, en particulier originaires du Pays basque et du Béarn. Ils ont longtemps marqué de leur influence la vie politique, économique et culturelle. Le français se parlait très couramment et pas seulement dans les classes dirigeantes. On retrouve la marque de la France dans l’architecture et l’urbanisme. D'autres secteurs, comme les sciences, la médecine, les arts plastiques se réclament toujours de tradition française.
Les institutions du jeune État uruguayen se sont inspirées des idées du Siècle des Lumières et de la Révolution française : droits de l’homme, laïcité de l’État, code civil, lois sociales et plus tard, création d’un état-providence, une particularité sur ce continent. Cette influence a conduit pendant des années les élites de ce pays à s’éduquer en France ou selon les méthodes de ses écoles et de ses universités.
L’Uruguay et la France entretiennent depuis lors des relations amicales et fraternelles : si l’Uruguay a compati aux malheurs de la France pendant les deux guerres mondiales, on rappelle souvent la liesse populaire des Montevidéens à l’annonce de la libération de Paris. Par ailleurs, nombre d’opposants au régime militaire, en place entre 1973 et 1985, ont choisi de se réfugier en France ; revenus en Uruguay, ils sont souvent reconnaissants à la France de les avoir accueillis.

## Consulats
Outre la section consulaire de Montevideo, il existe 2 consuls honoraires basés à :
- Paysandú
- Punta del Este

### Communauté française
Au 31 décembre 2016, 2 928 Français sont inscrits sur les registres consulaires en Uruguay.
| 2001  | 2002  | 2003  | 2004  |
| ----- | ----- | ----- | ----- |
| 1 667 | 2 139 | 2 305 | 2 265 |

| 2005  | 2006  | 2007  | 2008  |
| ----- | ----- | ----- | ----- |
| 2 242 | 2 220 | 2 127 | 2 642 |

| 2009  | 2010  | 2011  | 2012  |
| ----- | ----- | ----- | ----- |
| 2 762 | 2 836 | 2 824 | 2 862 |

| 2013  | 2014  | 2015  | 2016  |
| ----- | ----- | ----- | ----- |
| 2 869 | 2 909 | 2 955 | 2 928 |

### Circonscriptions électorales
Depuis la loi du 22 juillet 2013 réformant la représentation des Français établis hors de France avec la mise en place de conseils consulaires au sein des missions diplomatiques, les ressortissants français de l'Uruguay élisent pour six ans trois conseillers consulaires. Ces derniers ont trois rôles :
1. ils sont des élus de proximité pour les Français de l'étranger ;
2. ils appartiennent à l'une des quinze circonscriptions qui élisent en leur sein les membres de l'Assemblée des Français de l'étranger ;
3. ils intègrent le collège électoral qui élit les sénateurs représentant les Français établis hors de France.

Régine Chouchanian, Martin Biurrun et Thierry Laumi sont élus au suffrage universel direct en mai 2014.
Pour l'élection à l'Assemblée des Français de l'étranger, l'Uruguay appartenait jusqu'en 2014 à la circonscription électorale de Buenos Aires comprenant aussi l'Argentine, le Chili et le Paraguay, et désignant trois sièges. L'Uruguay appartient désormais à la circonscription électorale « Amérique Latine et Caraïbes » dont le chef-lieu est São Paulo et qui désigne sept de ses 49 conseillers consulaires pour siéger parmi les 90 membres de l'Assemblée des Français de l'étranger.
Pour l'élection des députés des Français de l’étranger, l'Uruguay dépend de la 2e circonscription.